# Rapport spécial sur l'océan et la cryosphère dans le contexte du changement climatique
Le rapport spécial sur l’océan et la cryosphère dans le contexte du changement climatique (« The Ocean and Cryosphere in a Changing Climate » en anglais) est le dernier rapport d'une série de trois (SR15, SR16, SR17) commandé par l'ONU au Groupe d'experts intergouvernemental sur l'évolution du climat (GIEC) lors de la COP 21, en 2015. Également dénommé SROCC (ou SR17), il a été publié le 25 septembre 2019. Ses 900 pages mettent à jour l’état des connaissances sur les causes et conséquences sociales, environnementales et économiques des changements (actuels et attendus) subis par les océans et la cryosphère, sur leurs enjeux locaux et globaux, sur les solutions pour atténuer ces effets et rendre les milieux plus résilients.
Corédigé et coordonné par 104 experts scientifiques de 36 pays, il se base sur les données scientifiques récentes relatives au climat, aux océans, aux littoraux, aux pôles et écosystèmes de montagne, ainsi que concernant les communautés humaines qui vont devoir affronter les conséquences du réchauffement sur ces milieux. Elles devront en même temps affronter l’effondrement des stocks de poissons et la dégradation d’autres services écosystémiques ; l'élévation du niveau de la mer ; des cyclones plus intenses ; le dégel du permafrost (qui s'accompagne d'émissions supplémentaires de méthane), etc.
Le rapport évalue aussi les vulnérabilités respectives de ces milieux, ainsi que leurs capacités d’adaptation. Il liste les pistes de solutions et les enjeux de gouvernance.
Les auteurs précisent cependant que « Ce rapport reflète l'état des connaissances scientifiques relatives aux océans et à la cryosphère pour les faibles niveaux de réchauffement de la planète (+1,5 °C en 2100), comme le faisaient aussi les rapports précédents du GIEC et de l'IPBES » », c'est-à-dire qu'il n'évoque pas le scénario tendanciel (qui est plutôt +3 °C en 2100) voire pire (un rapport récent de l'Institut Laplace évoque jusqu'à +7 °C en 2100 pour le pire des scénarios).
Le principe des rapports du GIEC est qu'ils expriment un consensus des États-membres. Dans le présent cas plusieurs États grands producteurs d'énergies fossiles ont refusé que soit mentionné le rapport 1,5 °C qui concluait qu'il ne fallait pas dépasser 1,5 °C.

## Histoire et contexte d'élaboration du rapport

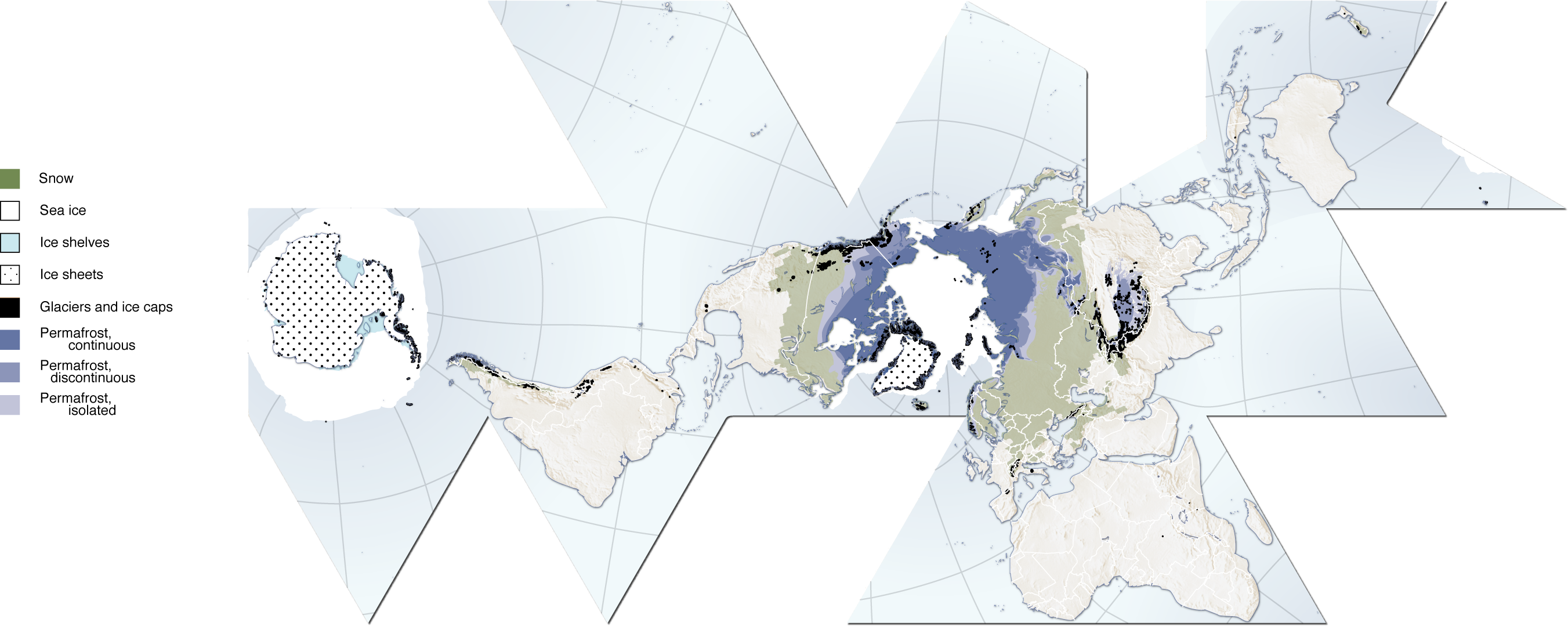
Carte de la cryosphère et de l'océan mondial

Trois groupes du GIEC ont été établis :
- Le Groupe de Travail numéro 1, codirigé par Valérie Masson-Delmotte et Panmao Zhai, étudie les principes physiques du changement climatique.
- Le Groupe de Travail numéro 2, dirigé par Hans-Otto Pörtner et Debra Roberts, examine les impacts, la vulnérabilité et l'adaptation au changement climatique.
- La mitigation du changement climatique est abordée par le Groupe de Travail 3, codirigé par by Priyardarshi Shukla et Jim Skea.
- L'Équipe spéciale sur les inventaires nationaux de gaz à effet de serre élabore des méthodes pour mesurer les émissions et les absorptions de gaz à effet de serre.
- Il y a aussi des Unités d'appui technique, qui publient les rapports et autres communications du GIEC[3].

Ce rapport a été commandé par l’ONU en 2015 lors de la Conférence de Paris de 2015 sur les changements climatiques dans le but de « fournir aux gouvernements un guide scientifique faisant autorité » pour faire face au changement climatique, ce rapport est le dernier d'une série de 3 « rapports spéciaux » publiés en moins d’un an par le GIEC (les deux autres ayant traité de l’objectif de limitation à 1,5 °C du réchauffement climatique (oct 2018) ; et de la dégradation des terres émergées (aout 2019).
Il a été approuvé à Monaco dans la principauté de Monaco (lieu symbolique en matière de recherche sur les océans) le mardi 24 septembre 2019 matin, après une nuit blanche de débats supplémentaires induits par les objections saoudiennes.
C'est la conclusion de 2 ans de travail, et de longues discussions entre les scientifiques et diplomates de 195 États membres (31 176 commentaires ont été faits par les « reviewers » et par les représentants de gouvernements de 80 pays). Il a été publié le 25 sept. 2019 à 11h, 3 jours après qu'une session de l'ONU ait reçu Greta Thunberg qui a exhorté les décideurs politiques à prendre le problème du changement climatique à sa juste mesure, en se basant sur les données collectées par les scientifiques du monde entier (et « où les dirigeants réunis n'ont toujours pas répondu aux attentes des défenseurs du climat »).
Il comprend plus de 6 981 références et publications scientifiques et a été élaboré par 91 auteurs de 40 pays.

## Contenu, chapitrage
Le rapport est organisé autour des chapitres suivants :
1. Cadrage et contexte du rapport ;
2. Haute montagne ;
3. Régions polaires ;
4. Élévation du niveau marin ; conséquences pour les îles, les côtes et les communautés de faible altitude ;
5. Évolution des océans, des écosystèmes marins et des communautés en dépendant ;
6. Évènements extrêmes, changements brusques et gestion des risques.

Le rapport est ponctué d’éléments intégratifs traitant de thèmes situés à la croisée de plusieurs chapitres.

### Principales déclarations
Urgence climatique : Le GIEC apporte ici de « nouvelles preuves des avantages de la limitation du réchauffement climatique au niveau le plus bas possible - conformément à l'objectif que les gouvernements eux-mêmes dans l'accord de Paris de 2015. La réduction urgente des émissions de gaz à effet de serre limite l'ampleur des changements dans les océans et la cryosphère. Les écosystèmes et les moyens de subsistance qui en dépendent pourraient alors encore être préservés » (communiqué GIECC 25 sept 2019).
Si on ne dépasse pas les 1,5 à 2 °C « Réduire fortement les émissions de gaz à effet de serre, protéger, gérer et restaurer les écosystèmes, et gérer soigneusement l’usage des ressources naturelles permettraient de préserver les océans et la cryosphère en tant que source d'opportunités favorisant l'adaptation aux changements futurs, limitant les risques d'atteinte aux moyens de subsistance et offrir de multiples avantages sociétaux supplémentaires ».
L’ampleur de l'effort nécessaire de « transition » est cependant « sans précédent », et doit concerner tous les aspects de la société (dont l'énergie, les sols et les écosystèmes, les zones urbaines et les infrastructures ainsi que l'industrie…).
Des politiques climatiques ambitieuses et le respect de l'Accord de Paris pourraient encore protéger l’océan et la cryosphère « et soutiendraient toute la vie terrestre», a déclaré Debra Roberts, coprésidente du groupe de travail II du GIEC.
Remarque : Le GIEC insiste sur le besoin de Connaitre pour agir ; il faut combiner les connaissances scientifiques et les savoirs locaux et autochtones pour développer les bonnes options pour la gestion des risques et la résilience ; et « plus nous agissons avec détermination et rapidité, plus nous pourrons faire face aux changements inévitables, gérer les risques, améliorer nos vies et assurer la durabilité des écosystèmes et des populations du monde entier - aujourd'hui et à l'avenir » (communiqué GIECC 25 sept 2019).
C’est le 1er rapport du GIEC qui souligne l’importance de l’éducation pour agir grâce à l’amélioration les connaissances sur le changement climatique, sur les océans et sur la cryosphère.

### Contributeurs
104 chercheurs et experts scientifiques de 36 pays ont contribué à l'écriture et l'édition du rapport qui inclut moult références scientifiques.

### Motivations
Dans un communiqué de presse du CEA, Valérie Masson-Delmotte, coordinatrice pour le GIEC, explique que les rapports intermédiaires ont été commandés « lors des négociations de la COP 21 de la CCNUCC », principalement à la demande de représentants des pays et de communautés les plus vulnérables aux risques climatiques" (ex : populations vivant sur des îles basses ou une partie de l'année sur la banquise ou des pergélisols).
Le GIEC a répondu à l'invitation de la CCNUCC de préparer ce rapport en avril 2017 pour renforcer "la réponse globale à la menace du changement climatique.

### Enjeux
L’océan mondial capte et redistribue le CO2 et la chaleur de l'atmosphère et celle apportée par les cours d'eau ; de même pour une partie de la cryosphère.
Ces deux milieux sont en interaction constante, et leur importance est généralement sous-estimée ou ignorée des décideurs et des aménageurs (sauf pour les valoriser commercialement), alors que :
- la mer couvre 70 % du globe, et fournit 50% de notre oxygène, tout en absorbant plus de 25% du CO2 émis chaque année par les activités humaines
- la cryosphère couvre 7 à 17 % de la surface de la Terre (suivant les saisons). La cryosphère est en outre la première réserve d’eau douce et - via l’albédo (blancheur de la glace/neige) elle joue, en complément de la mer un rôle planétaire majeur pour le cycle du carbone (océans, carbone et hydrates de méthane du pergélisol), pour le cycle de l'eau et pour d'autres cycles biogéochimiques majeurs.

Ces deux milieux « contrôlent » une grande partie du bilan énergétique planétaire (et donc la stabilité du climat à moyen et long termes). La cryosphère influe aussi très fortement le niveau marin et la biodiversité et d'autres ressources naturelles (halieutiques notamment). Nous dépendons tous de la mer et de la cryosphère, mais certaines populations de manière plus directe et évidente, puisque :
- 670 millions de personnes vivent en haute montagne ;
- 680 millions vivant dans les zones côtières de basse altitude, dépendent directement de ces systèmes. 28% de la population mondiale vit près de littoraux (dont 11% vit à moins de 10 m au-dessus du niveau moyen de la mer) ;
- 4 millions vivent dans l’Arctique toute l’année ;
- 65 millions habitent les petits États insulaires en développement.
L’océan et la cryosphère « absorbent une très grande partie de la chaleur du changement climatique anthropique depuis plusieurs décennies, avec rappelle le GIEC, des conséquences pour la nature et l’humanité qui sont « lourdes et profondes ».
Le rapport apporte de nouvelles preuves « accablantes » de « conséquences profondes pour les écosystèmes et les populations (pour la météo, le climat, la nourriture, l’eau, l’énergie, le commerce, les transports, les loisirs, le tourisme, la santé et le bien-être, les cultures et identités).
L'océan est devenu plus chaud, plus acide et moins productif.
La fonte des glaciers et des calottes glaciaires provoque l'élévation du niveau de la mer et les phénomènes extrêmes sur la côte deviennent de plus en plus graves. Dans les montagnes qui perdront leur neige et glaciers, le réchauffement privera les habitants locaux (et ceux de l'aval) d’eau et de ressource en hydroélectricité, tout en les exposant à des risques d’effondrements de reliefs rocheux et à des risques de coulées de boue… Tous les milieux sont déjà touchés par des changements liés au climat et aux activités humaines : de la haute montagne aux grands fonds marins. Et les changements s'accélèrent dans les 30 dernières années.

## Contenu

### Fonte des neiges
Par exemple, en Arctique, l'étendue de la surface enneigée à la fin du printemps (juin) a diminué d'environ 2,5 millions de km2 entre 1967 et 2018.

### Fonte de la glace de mer arctique
Si on arrivait à ne pas dépasser 1,5 °C en 2100 (par rapport à l'ère préindustrielle), l'océan Arctique ne serait libre de glace de mer que rarement (et uniquement en septembre) ; environ une fois par siècle. Mais dans le scénario +2 °C en 2100, cela se produira jusqu'à un an sur trois.
Les inuits ou esquimaux doivent déjà adapter leurs dates et modes de voyage et de chasse aux changements du climat ; certaines communautés côtières planifient même une réinstallation ailleurs, ce qui pourrait être difficile sans soutien institutionnel et financier.

### Fonte du pergélisol
Il a déjà commencé à fondre en posant des problèmes pour les infrastructures ferroviaires, gazières, routières, urbaines, voire pour les arbres.
Même en maintenant le réchauffement bien en dessous du seuil de +2 °C en 2100, environ 1/4 du pergélisol proche de la surface (3 à 4 mètres de profondeur) dégèlera d'ici 2100.
70% du pergélisol proche de la surface pourrait disparaitre. Or les pergélisols arctiques contiennent presque deux fois plus de CO2 que l’atmosphère. Leur fonte peut donc augmenter considérablement la concentration de CO2 et méthane de l’air (s'ils dégèlent). On ne sait pas encore combien du CO2 émis dans ces régions pourrait être réutilisé par les plantes qui y pousseraient mieux grâce au réchauffement de la région, mais on sait qu’elles ne suffiront pas à tout absorber. De plus les feux de forêt sévissent aussi dans la toundra et taïga (et en montagne dans certaines régions).

### Montée des mers
La mer monte (+ 15 cm au XXe siècle) et la hausse de son niveau s’accélère, et accélérera longtemps à cause du phénomène physique d'expansion thermique de l'eau.
La mer monte aujourd’hui de 3,6 mm/an. Dans le scénario le plus favorable (+ 1,5 ou 2 °C) la mer devrait avoir monté de +30 à +60 cm avant 2100 (même si on réduit fortement les émissions mondiales de GES). Le niveau montera à 60 à 110 cm (moyenne) si les GES continuent à augmenter au rythme des années 2010 qui n'a pas montré de signe d'amélioration.
Valérie Masson-Delmotte (Coprésidente du groupe de travail n°1 du GIEC) note que cette évaluation a « révisé à la hausse la contribution prévue de l'inlandsis antarctique à l'élévation du niveau de la mer d'ici 2100 en cas d'émissions élevées de gaz à effet de serre ». Les surcotes augmenteront et « quel que soit le degré de réchauffement supplémentaire, des événements survenus une fois par siècle dans le passé se produiront chaque année d’ici au milieu du siècle dans de nombreuses régions, ce qui accroît les risques pour de nombreuses villes côtières de faible altitude et de petites îles » qui sans investissements majeurs dans l'adaptation, seront exposées à des risques d'inondation croissants, indique le rapport. On sait que certaines nations devront quitter leurs terres (en mer ou dans la cryosphère), même si les seuils d'habitabilité sont encore très difficiles à évaluer. Les vents, les pluies, les ondes de tempête et les cyclones tropicaux continueront à se renforcer, et combinés à la montée de la mer, ils seront sources de phénomènes et aléas extrêmes plus fréquents et plus graves (en mer et sur les côtes), surtout si les émissions de gaz à effet de serre restent élevées.
Selon Ko Barrett, l’une des V-P du GIEC, des communautés et villes côtières de l'Arctique doivent déjà radicalement modifier leurs modes de vie pour survivre. En comprenant mieux les causes et conséquences du problème, et en évaluant les options disponibles « nous pouvons renforcer notre capacité d'adaptation» ajoute-t-elle (communiqué GIECC 25 sept 2019).
Des mesures d'adaptation sont déjà mises en œuvre, souvent à la suite d'inondations. Le rapport souligne que de nombreuses options existent, à étudier pour chaque contexte pour préparer et tester des réponses intégrées anticipant l'ampleur de l'élévation future du niveau de la mer, complète Mme Masson-Delmotte.
Selon la carte de la p. 43 du résumé des décideurs, l’Europe de l'ouest devrait commencer à être sérieusement touchée par la montée de la mer vers 2050-2070, soit un peu plus tard que les pays de la ceinture équatoriale, mais le GIEC rappelle qu’une élévation moyenne ne doit pas faire oublier des surcotes périodiquement plus importantes.

### Dégradation des écosystèmes marins
Le GIEC confirme que la biochimie des océans est déjà en train de changer, en dégradant la chaîne alimentaire et causant de véritables mutations des écosystèmes marins, dont beaucoup d'espèces et d'humains dépendent.
La mer a absorbé plus de 90% des calories piégées par l’effet de serre. D'ici 2100, la chaleur de l'océan absorbera 2 à 4 fois plus de chaleur qu'entre 1970 et aujourd'hui si le réchauffement planétaire est limité à 2 °C, et jusqu'à 5 à 7 fois plus avec des émissions plus élevées. La fréquence des vagues de chaleur a doublé en mer depuis 1982.
Leurs fréquence, durée, étendue et intensité augmentera encore (risque 20 fois plus élevée avec un réchauffement de 2 °C par rapport aux niveaux préindustriels ; et elles apparaitront 50 fois plus souvent si les émissions continuaient à augmenter fortement)
La mer a absorbé 20 - 30% des émissions de CO2 depuis 1980, ce qui’ l’a acidifiée et cela va continuer.
Conséquence : Les zones chaudes et mortes ou dystrophes vont continuer à augmenter, ce qui va affecter la vie dans tous les compartiments marins (15% de la biomasse animale océanique pourrait disparaitre entre 1019 et 2100). Les changements de répartition des poissons réduisent déjà les captures mondiales et les océans tropicaux connaîtront de nouvelles baisses, pendant qu’en zone froide (Arctique…) des problèmes de santé nutritionnelle et sécurité alimentaire seront possibles. Il faut en outre diminuer les pollutions.
La gestion de la pêche et des zones de protection marines, permettrait de mieux s'adapter aux changements, en minimisant les risques pour notre subsistance. 
La restauration du carbone bleu donc des écosystèmes côtiers et sous-marins, et l'intégration à nos repas de davantage de poissons, de fruits de mer et d'algues pourrait permettre d'économiser 2,5 milliards de tonnes de carbone d'ici la fin du siècle.

## Réactions
Les représentants de l'Arabie saoudite (1er exportateur de pétrole) ont freiné jusqu’au dernier moment son adoption, en voulant supprimer les références au rapport spécial du GIEC d'octobre 2018 qui montrait les importantes différences d'impacts entre un monde à +1,5 °C et à +2 °C ; et qui concluait qu'il faut réduire les émissions de gaz à effet de serre de près de 50% d'ici 2030 pour rester sous +1,5 °C (= objectif idéal de l'accord de Paris sur le climat de 2015 que les courbes actuelles ne permettront pas d’atteindre, un récent[Quand ?] rapport ayant même rehaussé le niveau du « pire scénario » à +7 °C en 2100[réf. nécessaire]).
En dépit de l’adoption, les représentants de plusieurs pays dont l’Arabie saoudite en refusent les conclusions scientifiques quand elles impliquent une forte réduction des émissions de CO2. Ils ont forcé les autres délégations à retirer la référence la plus forte à plusieurs rapports antérieurs allant dans ce sens, mais selon un participant : "la science qui sous-tend ce rapport est bien dedans"[réf. nécessaire]. Lors de la Conférence de Katowice de 2018 sur les changements climatiques (COP24), les gouvernements de quatre pays producteurs de pétrole et/ou de gaz (Koweït, Arabie saoudite, Russie et États-Unis) avaient bloqué une proposition visant à « saluer » officiellement le Rapport. À la place, le panel intergouvernemental a choisi de « prendre note » du Rapport, ils ont fait de même pour le 3ème rapport en 2019. 3 de ces pays avaient alors refusé la mention "accueille favorablement" pour ce rapport +1,5 °C dans la décision finale. Et depuis les Saoudiens rejettent systématiquement les références à ce texte.
Alors que limiter le changement climatique nécessite de fortement diminuer l'extraction d'hydrocarbures fossiles, les Etats-Unis ont en 2018 augmenté leur production pétrolière de 2,2 millions de barils par jour (Mb/j) et leur production de gaz naturel de 86 milliards de m3, « des hausses annuelles jamais atteintes par aucun pays », d'après le Statistical Review of World Energy.

### Chercheurs
Richard Alley (géoscientifique à la Pennsylvania State University) déclare dans la revue Nature que les dernières projections du dernier rapport sur l’élévation du niveau de la mer sont « prudentes », car « les scientifiques ne savent toujours pas quand la hausse des températures pourrait déclencher un effondrement rapide des inlandsis, en particulier dans l’Antarctique occidental. Si cela se produit, le niveau des océans augmentera beaucoup plus rapidement que la dernière estimation du GIEC ».